# Milena Jindrová
Milena Jindrová (17. února 1944 Praha – 20. září 2024) byla československá basketbalistka. Je zařazena na čestné listině zasloužilých mistrů sportu. V roce 2001 byla vyhlášena vítězem ankety o nejlepší českou basketbalistku dvacátého století. V roce 2007 byla uvedena do Síně slávy České basketbalové federace.
K basketbalu ji přivedl profesor František Gargela na gymnáziu v Praze v Londýnské ulici. Po maturitě studovala na Fakultě tělesné výchovy.
Byla oporou basketbalového reprezentačního družstva Československa, za které odehrála v letech 1963 až 1976 celkem 250 utkání a má významný podíl na dosažených sportovních výsledcích. Zúčastnila se čtyřikrát mistrovství světa a pětkrát mistrovství Evropy v basketbale žen, na nichž získala celkem sedm medailí, z toho tři stříbrné za druhá místa (MS 1964, 1971 a ME 1966) a čtyři bronzové medaile za třetí místa (MS 1967, 1975 a ME 1964, 1972). Třikrát (MS 1971, ME 1968, 1972) byla na šampionátu nejlepší střelkyní reprezentačního týmu Československa.
V československé basketbalové lize žen hrála celkem 18 sezón (1962-1980), z toho čtrnáct sezon za Slavia VŠ Praha a čtyři za družstvo Lokomotiva Košice, v nichž s týmem získala v ligové soutěži celkem 9 medailových umístění – dva tituly mistryně Československa (1970, 1973) a za umístění na 2. a 3. místě dalších čtyři stříbrné a tři bronzové.medaile. V československé lize byla čtyřikrát vyhlášena basketbalistkou roku (1968, 1972, 1973, 1975) a devětkrát zařazena do nejlepší pětky (All Stars basketbalové ligy) v sezonách 1966/67 až 1972/73, 1974/75 a 1976/77. S týmem Slavia VŠ Praha startovala v šesti ročnících FIBA evropských basketbalových pohárů. V Poháru evropských mistrů s týmem hrála dvakrát ve čtvrtfinálové skupině (1970/71, 1973/74). V Poháru vítězů národních pohárů (PVP) v sezóně 1971/72 s týmem hrála ve čtvrtfinálové skupině, v následující sezóně 1972/73 skončil tým na 2. místě, když prohrál až ve finále se Spartakem Leningrad. V Evropském poháru Liliany Ronchettiové (nynější Eurocup) s týmem hrála v sezóně 1974/75 ve čtvrtfinálové skupině, v následující sezóně 1975/76 se s týmem stala vítězem poháru, když ve finále porazil jugoslávský Záhřeb.

## Sportovní kariéra

### Hráčka
- Kluby: celkem 18 ligových sezón a 9 medailových umístění: 2x 1. místo (1970, 1973), 4x 2. místo (1971, 1972, 1975, 1978), 3x 3. místo (1968, 1969, 1974)
- 1962–1976 Slavia VŠ Praha 14 sezón: 2x mistryně Československa (1970, 1973), 3x 2. místo (1971, 1972, 1975), 3x 3. místo (1968, 1969, 1974), 4. místo (1964), 3x 5. místo (1963, 1965, 1976), 6. místo (1967), 7. místo (1966)
- 1976–1980 Lokomotiva Košice 4 sezóny: 2. místo (1978), 4. místo (1977), 5. místo (1979), 7. místo (1980)
- od zavedení evidence podrobných statistik ligových zápasů (v sezóně 1961/62) zaznamenala celkem 6709 ligových bodů a je v počtu dosažených bodů na prvním místě československé basketbalové ligy žen.
- Československo: 1963–1976 celkem 250 mezistátních zápasů, z toho na MS a ME celkem 661 bodů v 65 zápasech
- Mistrovství světa: 1964 Lima, Peru (53 bodů /7 zápasů), 1967 Praha (46 /5), 1971 Sao Paolo, Brazílie (114 /9), 1975 Cali, Kolumbie (46 /8), na MS celkem 259 bodů ve 29 zápasech
- Mistrovství Evropy: 1964 Budapešť (54 /6), 1966 Rumunsko (60 /7), 1968 Messina, Itálie (110 /8), 1970 Rotterdam, Holandsko (95 /7), 1972 Varna, Bulharsko (83 /8), na ME celkem 402 bodů ve 31 zápasech
- úspěchy:
- Mistrovství světa v basketbalu žen: 2x 2. místo (1964, 1971), 2x 3. místo (1967, 1975)
- Mistrovství Evropy v basketbalu žen 2. místo (1966), 2x 3. místo (1964, 1972) , 5. místo (1970), 9. místo (1968)
- FIBA Evropský pohár Liliany Ronchettiové (nynější Eurocup) s týmem Slavia VŠ Praha v roce 1976 vítěz soutěže,
- FIBA Pohár vítězů pohárů, s týmem Slavia VŠ Praha v roce 1973 prohra až ve finále tohoto poháru proti Spartak Leningrad
- Titul zasloužilá mistryně sportu
- Vítěz ankety o nejlepší českou basketbalistku dvacátého století
- 4x vyhlášena československou basketbalistkou roku (1968, 1972, 1973, 1975)
- 9x zařazena do nejlepší pětky (All Stars basketbalové ligy) v sezonách 1966/67 až 1972/73, 1974/1975 a 1976/1977

### Trenérka
- 1962–1976 Slavia VŠ Praha dorostenky, 7x mistryně Československa
- 1992–1994 Sparta Praha, česká liga žen, 12. místo (1993), 4. místo (1994)
- 1994–1997 Československo, juniorky, 6. místo na MS 1997 v Brazílii[4]